# Harald Herndal
Harald Herndal, född 29 oktober 1884 i Åmål, död 12 juli 1951 i Västervik, var en svensk psykiater. 
Efter mogenhetsexamen i Vänersborg 1902 blev Herndal medicine kandidat vid Uppsala universitet 1906 och medicine licentiat där 1920. Han var förordnad som underläkare och biträdande hospitalsläkare vid Uppsala, Växjö och Piteå hospital större delen av åren 1909–20, biträdande läkare vid Uppsala hospital 1921, hospitalsläkare resp. förste läkare vid Växjö hospital (senare Sankt Sigfrids sjukhus) 1921–35, överläkare där 1935–37 och överläkare av tredje klassen vid Sankta Gertruds sjukhus i Västervik från 1937. Han var läkare vid centralfängelset i Växjö 1930–37. Han var fältläkarstipendiat 1908 och blev bataljonsläkare i Fältläkarkårens reserv 1920.